# Oulanki
Oulanki är en sjö i kommunen S:t Michel i landskapet Södra Savolax i Finland. Sjön ligger 104,1 meter över havet. Arean är 1,43 kvadratkilometer och strandlinjen är 17,37 kilometer lång. Sjön  ingår i Vuoksens huvudavrinningsområde.   Den ligger nära S:t Michel och omkring 200 kilometer nordöst om Helsingfors. 
I sjön finns ön Palanutsaari. 